# Donatien Bouché
Donatien Antonin Marie Bouché (Sainte-Marie-sur-Mer, 10 mei 1882 – 1965) was een Frans zeiler.
Bouché won tijdens de Olympische Zomerspelen 1928 in Amsterdam de gouden medaille in de 8 meter klasse.

## Olympische Zomerspelen
| Jaar | Plaats    | Resultaten     |
| ---- | --------- | -------------- |
| 1928 | Amsterdam | 8 meter klasse |

1908: Charles Campbell / Blair Cochrane / John Rhodes / Henry Sutton / Arthur Wood ·
1912: Thomas Aas / Andreas Brecke / Torleiv Corneliussen / Thoralf Glad / Christian Jebe
1920 (model 1907): Thorleif Holbye / Alf Jacobsen / Kristoffer Olsen / Carl Ringvold / Tellef Wagle ·
1920 (model 1919): Thorleif Christoffersen / Magnus Konow / Reidar Martiniuson / Ragnar Vik ·
1924: Rick Bockelie / Harald Hagen / Ingar Nielsen / Carl Ringvold jr. / Carl Ringvold ·
1928: Donatien Bouché / André Derrien / Virginie Hériot / André Lesauvage / Jean Lesieur / Carl de la Sablière ·
1932: Owen Churchill / John Biby / Alphonse Burnand / Kenneth Carey / William Cooper / Pierpont Davis / Carl Dorsey / John Huettner / Richard Moore / Alan Morgan / Robert Sutton / Thomas Webster ·
1936: Bruno Bianchi / Luigi De Manincor / Domenico Mordini / Enrico Poggi / Luigi Poggi / Giovanni Reggio